# Gaoyao
Gaoyao (高要区S, GāoyàoP) è un distretto della Cina, situato nella provincia del Guangdong e amministrato dalla prefettura di Zhaoqing.